# Hereford, Texas
Hereford là một thành phố thuộc quận Deaf Smith, tiểu bang Texas, Hoa Kỳ. Năm 2010, dân số của xã này là 15370 người.

## Khí hậu
| Dữ liệu khí hậu của Hereford, Texas (1991–2020 normals, extremes 1905–1912, 1936–present) | Dữ liệu khí hậu của Hereford, Texas (1991–2020 normals, extremes 1905–1912, 1936–present) | Dữ liệu khí hậu của Hereford, Texas (1991–2020 normals, extremes 1905–1912, 1936–present) | Dữ liệu khí hậu của Hereford, Texas (1991–2020 normals, extremes 1905–1912, 1936–present) | Dữ liệu khí hậu của Hereford, Texas (1991–2020 normals, extremes 1905–1912, 1936–present) | Dữ liệu khí hậu của Hereford, Texas (1991–2020 normals, extremes 1905–1912, 1936–present) | Dữ liệu khí hậu của Hereford, Texas (1991–2020 normals, extremes 1905–1912, 1936–present) | Dữ liệu khí hậu của Hereford, Texas (1991–2020 normals, extremes 1905–1912, 1936–present) | Dữ liệu khí hậu của Hereford, Texas (1991–2020 normals, extremes 1905–1912, 1936–present) | Dữ liệu khí hậu của Hereford, Texas (1991–2020 normals, extremes 1905–1912, 1936–present) | Dữ liệu khí hậu của Hereford, Texas (1991–2020 normals, extremes 1905–1912, 1936–present) | Dữ liệu khí hậu của Hereford, Texas (1991–2020 normals, extremes 1905–1912, 1936–present) | Dữ liệu khí hậu của Hereford, Texas (1991–2020 normals, extremes 1905–1912, 1936–present) | Dữ liệu khí hậu của Hereford, Texas (1991–2020 normals, extremes 1905–1912, 1936–present) |
| Tháng                                                                                     | 1                                                                                         | 2                                                                                         | 3                                                                                         | 4                                                                                         | 5                                                                                         | 6                                                                                         | 7                                                                                         | 8                                                                                         | 9                                                                                         | 10                                                                                        | 11                                                                                        | 12                                                                                        | Năm                                                                                       |
| ----------------------------------------------------------------------------------------- | ----------------------------------------------------------------------------------------- | ----------------------------------------------------------------------------------------- | ----------------------------------------------------------------------------------------- | ----------------------------------------------------------------------------------------- | ----------------------------------------------------------------------------------------- | ----------------------------------------------------------------------------------------- | ----------------------------------------------------------------------------------------- | ----------------------------------------------------------------------------------------- | ----------------------------------------------------------------------------------------- | ----------------------------------------------------------------------------------------- | ----------------------------------------------------------------------------------------- | ----------------------------------------------------------------------------------------- | ----------------------------------------------------------------------------------------- |
| Cao kỉ lục °F (°C)                                                                        | 84 (29)                                                                                   | 85 (29)                                                                                   | 98 (37)                                                                                   | 99 (37)                                                                                   | 103 (39)                                                                                  | 111 (44)                                                                                  | 109 (43)                                                                                  | 107 (42)                                                                                  | 102 (39)                                                                                  | 97 (36)                                                                                   | 87 (31)                                                                                   | 80 (27)                                                                                   | 111 (44)                                                                                  |
| Trung bình tối đa °F (°C)                                                                 | 71.0 (21.7)                                                                               | 76.2 (24.6)                                                                               | 84.3 (29.1)                                                                               | 89.5 (31.9)                                                                               | 96.0 (35.6)                                                                               | 102.1 (38.9)                                                                              | 101.4 (38.6)                                                                              | 99.2 (37.3)                                                                               | 95.8 (35.4)                                                                               | 89.3 (31.8)                                                                               | 79.7 (26.5)                                                                               | 71.4 (21.9)                                                                               | 104.1 (40.1)                                                                              |
| Trung bình ngày tối đa °F (°C)                                                            | 51.1 (10.6)                                                                               | 55.5 (13.1)                                                                               | 64.3 (17.9)                                                                               | 72.4 (22.4)                                                                               | 81.1 (27.3)                                                                               | 90.2 (32.3)                                                                               | 92.4 (33.6)                                                                               | 90.7 (32.6)                                                                               | 83.5 (28.6)                                                                               | 72.6 (22.6)                                                                               | 60.3 (15.7)                                                                               | 51.1 (10.6)                                                                               | 72.1 (22.3)                                                                               |
| Trung bình ngày °F (°C)                                                                   | 36.8 (2.7)                                                                                | 40.4 (4.7)                                                                                | 48.3 (9.1)                                                                                | 56.1 (13.4)                                                                               | 65.7 (18.7)                                                                               | 75.4 (24.1)                                                                               | 78.6 (25.9)                                                                               | 77.1 (25.1)                                                                               | 69.7 (20.9)                                                                               | 57.9 (14.4)                                                                               | 45.8 (7.7)                                                                                | 37.4 (3.0)                                                                                | 57.4 (14.1)                                                                               |
| Tối thiểu trung bình ngày °F (°C)                                                         | 22.5 (−5.3)                                                                               | 25.3 (−3.7)                                                                               | 32.4 (0.2)                                                                                | 39.7 (4.3)                                                                                | 50.3 (10.2)                                                                               | 60.6 (15.9)                                                                               | 64.8 (18.2)                                                                               | 63.5 (17.5)                                                                               | 55.8 (13.2)                                                                               | 43.3 (6.3)                                                                                | 31.3 (−0.4)                                                                               | 23.8 (−4.6)                                                                               | 42.8 (6.0)                                                                                |
| Trung bình tối thiểu °F (°C)                                                              | 9.3 (−12.6)                                                                               | 11.1 (−11.6)                                                                              | 18.4 (−7.6)                                                                               | 26.5 (−3.1)                                                                               | 36.9 (2.7)                                                                                | 51.4 (10.8)                                                                               | 59.0 (15.0)                                                                               | 56.9 (13.8)                                                                               | 43.7 (6.5)                                                                                | 28.2 (−2.1)                                                                               | 16.6 (−8.6)                                                                               | 8.9 (−12.8)                                                                               | 4.2 (−15.4)                                                                               |
| Thấp kỉ lục °F (°C)                                                                       | −15 (−26)                                                                                 | −17 (−27)                                                                                 | 1 (−17)                                                                                   | 14 (−10)                                                                                  | 16 (−9)                                                                                   | 40 (4)                                                                                    | 51 (11)                                                                                   | 44 (7)                                                                                    | 31 (−1)                                                                                   | 15 (−9)                                                                                   | 0 (−18)                                                                                   | −12 (−24)                                                                                 | −17 (−27)                                                                                 |
| Lượng Giáng thủy trung bình inches (mm)                                                   | 0.64 (16)                                                                                 | 0.45 (11)                                                                                 | 1.22 (31)                                                                                 | 1.09 (28)                                                                                 | 2.09 (53)                                                                                 | 3.34 (85)                                                                                 | 2.34 (59)                                                                                 | 3.04 (77)                                                                                 | 1.86 (47)                                                                                 | 1.85 (47)                                                                                 | 0.69 (18)                                                                                 | 0.72 (18)                                                                                 | 19.33 (491)                                                                               |
| Lượng tuyết rơi trung bình inches (cm)                                                    | 3.2 (8.1)                                                                                 | 1.7 (4.3)                                                                                 | 1.9 (4.8)                                                                                 | 0.7 (1.8)                                                                                 | 0.1 (0.25)                                                                                | 0.0 (0.0)                                                                                 | 0.0 (0.0)                                                                                 | 0.0 (0.0)                                                                                 | 0.0 (0.0)                                                                                 | 0.6 (1.5)                                                                                 | 2.5 (6.4)                                                                                 | 3.6 (9.1)                                                                                 | 14.3 (36)                                                                                 |
| Số ngày giáng thủy trung bình (≥ 0.01 in)                                                 | 2.8                                                                                       | 3.2                                                                                       | 4.3                                                                                       | 4.8                                                                                       | 6.4                                                                                       | 7.6                                                                                       | 6.9                                                                                       | 8.3                                                                                       | 5.7                                                                                       | 5.2                                                                                       | 3.7                                                                                       | 3.6                                                                                       | 62.5                                                                                      |
| Số ngày tuyết rơi trung bình (≥ 0.1 in)                                                   | 1.7                                                                                       | 1.2                                                                                       | 1.0                                                                                       | 0.3                                                                                       | 0.1                                                                                       | 0.0                                                                                       | 0.0                                                                                       | 0.0                                                                                       | 0.0                                                                                       | 0.2                                                                                       | 0.9                                                                                       | 1.8                                                                                       | 7.2                                                                                       |
| Nguồn: NOAA                                                                               |                                                                                           |                                                                                           |                                                                                           |                                                                                           |                                                                                           |                                                                                           |                                                                                           |                                                                                           |                                                                                           |                                                                                           |                                                                                           |                                                                                           |                                                                                           |